# Historia pieniądza

## Historia pieniądza
Historia pieniądza obejmuje rozwój w czasie metod wymiany i pomiaru majątku.

### Pieniądz pierwotny
Popularnie uważa się, że pieniądze powstały by zastąpić handel wymienny, polegający na wymianie bezpośrednio jednego towaru na inny. Taki handel stwarzałby wiele problemów, związanych np. z potrzebą znalezienia partnerów do wymiany. W rzeczywistości nie ma dowodów na istnienie kiedykolwiek gospodarki opartej na handlu wymiennym. Zamiast tego powszechna była ekonomia darów, oparta na bezinteresownej wymianie dóbr.
Od początków rozwoju rolnictwa jako środków płatniczych używano też roślin i zwierząt hodowlanych. 
Powstanie miast w Mezopotamii (ok. 3000 p.n.e.), umożliwiło rozwój kredytów. Plony ludności były przechowywane w spichlerzach świątynnych w sposób ściśle udokumentowany. Za oddanie np. zboża do świątyni otrzymywało się glinianą tabliczkę, której można było użyć do uregulowania długów ze świątynią.
Aby handlować z innymi krajami potrzeba było użyć środka niepowiązanego z lokalnymi świątyniami, który był ceniony przez obie strony wymiany. Takim środkiem najczęściej zostawało złoto i srebro.

### Pieniądz kruszcowy – monety

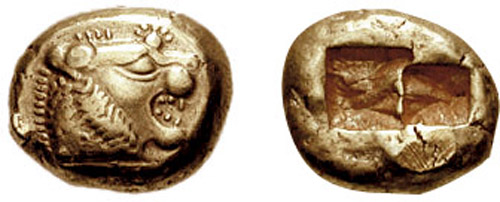
Moneta z Lidii – VI w. p.n.e.

W procesie rozwoju gospodarki i cywilizacji z biegiem czasu miejsce produktów konsumpcyjnych zajęły metale – najpierw nieszlachetne (brąz, miedź, żelazo), potem szlachetne (srebro, złoto, rzadziej platyna). Metale gwarantowały trwałość użytkową oraz wartość dlatego też stały się formą pieniądza. Od wprowadzenia metali (głównie szlachetnych), jako formy pieniądza wykształciło się pojęcie „pieniądz”. Od tego czasu głównymi pośrednikami wymiany były metale szlachetne, głównie srebro i złoto. O zastąpieniu towarów konsumpcyjnych, metalami zadecydowały właściwości metali. Były one znacznie bardziej trwałe niż towary konsumpcyjne oraz ich wielkość znacznie mniejsza od towarów co znacznie ułatwiało transport.
Jednak z biegiem czasu, metale zaczęły być uciążliwe. Wymiary metali nie zawsze były takie same, sztaby złota czy srebra zwykle były dużych rozmiarów, a ważenie i dzielenie ich na mniejsze kawałki (pieniądz odliczany) zwykle zajmowało wiele czasu. Pojawiła się więc praktyka by te sztabki złota, czy srebra lub innych metali szlachetnych dzielić, co okazało się trafne. Zaczęto owe metale rozdrabniać na małe kawałki, które zwykle przyjmowały kształt pełnych lub spłaszczonych kulek. Z biegiem czasu zaczęto na nich bić pieczęcie znanych władców, królów by zapobiec fałszowaniu (zmniejszeniu faktycznej ilości danego metalu w kawałku) przy tworzeniu kuleczek metalu. Po nabiciu odpowiednich podobizn, posiadacz nabitych kawałków metalu był świadom i pewien wartości danego „pieniądza”. Przez setki lat kulki metalu, które pełniły funkcje pieniądza były tworzone z kilku metali, jak brąz, srebro, złoto. Z biegiem czasu system bicia metali się wykrystalizował do użytkowania dwóch metali: złota i srebra. Takie kuleczki metalu z nabijanymi podobiznami nazwane zostały monetami.
Twórcami monet prawdopodobnie byli Fenicjanie. Jako jedni z pierwszych na świecie opanowali wytop i produkcję wyrobów z brązu. Jednak dzisiejszy stan wiedzy nie potwierdza tej tezy, najstarsze bowiem znalezisko, pochodząca z VII wieku p.n.e. bryłka elektrum (w starożytności nazywano tak stop złota i srebra) opatrzona jest stemplem złotnika z Efezu. Gdy pojawiły się takie prywatne pramonety, już tylko krok dzielił ludzi od wprowadzenia na rynek pieniędzy bitych przez władze państwowe. Monetę wynaleziono prawie jednocześnie w VII w. p.n.e. w kręgu cywilizacji greckiej: w Lidii, położonej na zachodnich wybrzeżach Azji Mniejszej (dziś Turcji), oraz w Argolidzie (Peloponez), państwie Fejdona, do którego należała też bogata w pokłady srebra wyspa Egina. Lidyjskie monety z VII i VI wieku p.n.e. są wykonane z elektrum, po jednej stronie widać na nich wizerunki byka i lwa, a po drugiej kwadratowe wgłębienie spowodowane niedoskonałą jeszcze techniką bicia. Natomiast w Argolidzie używano monet srebrnych. Miały one wybity symbol państwowy, którym był żółw morski (zwierzę poświęcone bogini Afrodycie), a kształtem przypominały spłaszczoną baryłkę.

### Pieniądz papierowy
Jednak wytwarzanie pieniądza ze złota i srebra było kosztowne, a ponadto ilość owych metali nie była wystarczająca do zapotrzebowania. Zaczęto więc swoje zasoby pieniężne zostawiać u złotników, którzy wypisywali tzw. kwity depozytowe, które dowodziły ilości posiadanego złota czy też srebra przez osobę posiadająca kwit. Złotnik zobowiązany był do wypłaty określonej kwitem kwoty okazicielowi dokumentu. Tak to też narodziła się kolejna forma pieniądza, mianowicie pieniądz papierowy, gdyż ludzie coraz częściej regulowali własne długi czy też należności owymi kwitami depozytowymi. Po pewnym czasie można powiedzieć złotnicy zostali bankierami, gdyż zaczęli emitować coraz więcej owych kwitów, które coraz częściej nie miały pokrycia w złocie czy srebrze, stanowiąc dodatkowy dochód dla złotników. Nabywcy kwitów mogli oprocentować swoje złoto czy srebro. W następstwie kwity zostały zaakceptowane przez państwo, które wprowadziło kilka rozporządzeń, dzięki którym owe „bilety” stały się powszechnym środkiem wymiany handlowej. Następnie ustalono bank, który miał emitować banknoty, które zostały środkiem płatniczym co zażegnało chaos, który powstał, gdy każdy bank rozpoczął rozprowadzanie swoich banknotów. Później banki upaństwowiono, wiążąc je w centralną władzę monetarną.
Pierwszymi bankami emisyjnymi były Sveriges Riksbank (1668) i Bank of England (1694).
Pierwszej emisji pieniądza papierowego w Polsce dokonano w 1794 r.

### Pieniądz bezgotówkowy
Kolejne etapy z rozwojem pieniądza wiążą się z powstaniem i rozwojem pieniądza bezgotówkowego, w tworzeniu którego największą role odegrali Fenicjanie. W rozwoju gospodarki towarowo-pieniężnej niepodważalną rolę odegrali właśnie oni. Ich miasta: Ugarit, Byblos, Sydon i Tyr to symbole bogactwa, którego źródłem był handel prowadzony niemal ze wszystkimi państwami ówczesnego świata. Fenicjanie pierwsi stworzyli namiastki bezgotówkowych form rozliczeń w postaci uwierzytelnionych tabliczek służących do dokonywania operacji finansowych. W późniejszym czasie ludzie nie chcieli trzymać banknotów w domu, bo było to niewygodne, dlatego oddawali swoją gotówkę do banku w formie wkładu na rachunek bankowy. Można wyróżnić dwa typy rachunku bankowego: (1) na żądanie, gdzie klient mógł w każdej chwili podjąć gotówkę ze swojego rachunku i (2) terminowe, złożone w banku na określony czas, przed upływem którego nie mogli podjąć gotówki. Następnie pojawiły się takie możliwości, jak polecenie przelewu – gdzie bank przekazywał pieniądze na rachunek innej osoby oraz czek bankowy, za pomocą którego okaziciel czeku mógł wypłacić określoną kwotę z banku. Pieniądz bezgotówkowy spowodował kształtowanie się zaufania społeczeństwa do pieniądza oraz instytucji bankowych.

### Pieniądz elektroniczny
Obecnie popularnym środkiem płatniczym staje się pieniądz elektroniczny. Istota tej formy płatniczej polega na zapisie w pamięci komputera rachunków bankowych, a wszelkie wpłaty, wypłaty, rozliczenia są realizowane za pomocą kart magnetycznych, na których zapisywane są wszelkie operacje. Regulowanie płatności finansowych za pomocą kart magnetycznych może następować wprost z domu. Owymi kartami można płacić we wszelkich sklepach, stacjach paliw, a także za pomocą bankomatów można wypłacać gotówkę z konta bankowego.